# Calathea colombiana
Calathea colombiana är en strimbladsväxtart som beskrevs av Lyman Bradford Smith och Idrobo. Calathea colombiana ingår i släktet Calathea och familjen strimbladsväxter. Inga underarter finns listade.